# Celina Zadurska
Celina Zadurska z domu Nadulska (ur. 6 marca 1910 w Kamionce, zm. 2008) – polska rolniczka, poseł na Sejm PRL III kadencji.

## Życiorys
Córka Konstantego i Weroniki z domu Wadowskiej. Uzyskała wykształcenie podstawowe, z zawodu rolniczka. Pracowała na stanowisku prezesa Ochotniczej Straży Pożarnej w Kamionce. Wstąpiła do Polskiej Zjednoczonej Partii Robotniczej, została wybrana na przewodniczącą prezydium Gromadzkiej Rady Narodowej w Kamionce. W 1961 uzyskała mandat posła na Sejm PRL w okręgu Radzyń Podlaski. W trakcie kadencji zasiadała w Komisji Rolnictwa i Przemysłu Spożywczego.
Zamężna z Alfonsem Zadurskim.
W 1955 została odznaczona Srebrnym Krzyżem Zasługi (1955).